# پیتر شرایر
پیتر شرایر، (به آلمانی: Peter Schreyer)، یک طراح اتومبیل آلمانی مشغول به کار در شرکت کیا موتورز است، که برای همکاری‌هایش برای آئودی تی تی شناخته شده‌است.
اخبار طراحی خودرو در سال ۲۰۰۶ آئودی تی تی را «یکی از تأثیرگذارترین طراحی‌های چندسال گذشته» نامید.
او از سال ۲۰۰۶ طراح ارشد کیا موتورز بوده‌است. وی هم‌چنین در ۲۸ دسامبر ۲۰۱۲ یکی از سه عضو هیئت مدیرهٔ شرکت نام گرفت.

## زندگی و حرفه
شرایر در سال ۱۹۵۳ در شهر باد رایشنهال، ایالت باواریا در کشور آلمان غربی به دنیا آمد. او در سال ۱۹۷۵ در دانشگاه علوم کاربردی مونیخ شروع به تحصیل کرد. او برای اولین بار در سال ۱۹۷۸ در زمان دانشجویی همکاری با آئودی را شروع کرد و در سال ۱۹۷۹ با مدرک طراحی صنعتی از دانشگاه فارغ‌التحصیل شد. شرایر متعاقباً به عنوان محقق بورس تحصیلی برای تحصیل در کالج سلطنتی لندن، که توسط آئودی ارائه می‌شد را برنده شد که به عنوان دانشجوی طراحی ترابری از سال ۱۹۷۹ تا ۱۹۸۰ مشغول به تحصیل شد.
شرایر در سال ۱۹۸۰، کار با آئودی را به عنوان طراح داخلی و خارجی آغاز کرد. او در سال ۱۹۹۱ به استودیوی طراحی شرکت در کالیفرنیا منتقل شد. وی در سال ۱۹۹۲ به بخش استودیوی اصلی طراحی آئودی بازگشت و در سال‌های بعد به دپارتمان طراحی خارجی فولکس‌واگن رفت.
شرایر برای پوشیدن لباس‌ها و عینک‌های تمام مشکیِ طراحی شده توسط فیلیپه استارک و همچنین روحیهٔ رقابتی، خلاقانه و تحلیلی‌اش مشهور است.

## همکاری با کیا
"من می‌کوشم تا به معماری، هنر، موسیقی و چیزهایی شبیه این‌ها نگاه کنم. من این چیزهایی که عادی نیستند و مردمی که دید خود را دنبال می‌کنند را دوست دارم. "

پیتر شرایر، در حال گفتگو درمورد تأثیرات طراحی‌اش در سال ۲۰۰۹
کیا در اوایل سال ۲۰۰۵ بر بازار اروپا تمرکز داشت و طراحی را به عنوان هستهٔ موتور رشد این شرکت در آینده قلمداد کرد و در سال ۲۰۰۶ شرایر را به عنوان طراح ارشد استخدام کرد. شرایر نقش اصلی را در بازنگری برای تکمیل طراحی دوبارهٔ محصولات کیا ایفا کرد و بر فعالیت‌های طراحی این شرکت، در مراکز طراحی کیا در فرانکفورت، لس‌آنجلس و توکیو و همچنین در مرکز طراحی نامیانگ در کره نظارت کرد.
شرایر در سال ۲۰۰۷ در یک مصاحبه بیان کرد که قبل از ورودش به کیا، محصولات این شرکت تصویری بی‌رنگ داشتند.
| « | درگذشته، ماشین‌های کیا بسیار ساده بودند. وقتی یکی از این ماشین‌ها را در جاده می‌دیدید، نمی‌فهمیدید که کره‌ای است یا ژاپنی… من فکر می‌کنم خیلی مهم است که شما بتوانید در اولین نگاه یک محصول شرکت کیا را شناسایی کنید. | » |

خودروی کی، که در سال ۲۰۰۷ در نمایشگاه اتومبیل فرانکفورت به نمایش گذاشته شد، یک جلو پنجره‌ایِ مشبکِ جدید را معرفی کرد تا یک چهرهٔ قابل شناسایی را برای محصولات کیا به نمایش بگذارد. این طراحی بینی ببر نام گرفت. شرایر بیان کرد: «من یک علامت دیداری جدید، یک نشان نمادین و یک معین‌کنندهٔ هویت می‌خواستم. جلوی ماشین به این شناخت و تعریف نیاز داشت. یک ماشین به یک چهره نیاز دارد و من فکر می‌کنم چهرهٔ جدید کیا قوی و ممتاز است. رخ‌نمایی حیاتی است و آن چهره باید فوراً به شما کمک کند تا یک محصول کیا را حتی از فاصلهٔ دور شناسایی کنید.» شرایر در سال ۲۰۰۹ در حال اظهارنظر در مورد جلوپنجره‌ای جدید گفت: «ببرها قوی‌اند، اگرچه مهربان هم هستند. بینی سه بعدی است - مثل یک چهره، نه فقط سطحی با دهانی نقاشی شده روی آن. ما از اکنون آن را روی ماشین‌هایمان داریم.»

## جوایز
- سال ۱۹۹۵: جایزه طراحی بین‌المللی آئودی
- سال ۲۰۰۳: جایزهٔ طراحی جمهوری فدرال آلمان[۶]
- سال ۲۰۰۷: دکترای افتخاری از کالج سلطنتی لندن.[۱۶] او این دکترای افتخاری را بعد از سرجو پینینفارینا و جورجتو جوجارو به عنوان سومین طراحی که این افتخار را کسب کرده‌است، دریافت کرد.[۱۶]
- سال ۲۰۱۳: جایزه رولت طلایی جایزه مدال طلای افتخاری اوتو بیت آلمان
- سال ۲۰۱۴: جایزه بزرگ طراحی ۲۹امین فستیوال اتومبیل پاریس
- سال ۲۰۱۴: جایزهٔ اکتسابی طراحی از فستیوال چشم‌ها بر طراحی[۱۷]

## کارهای طراحی
- آئودی
  - آئودی ای۳ (۱۹۹۶)[۹]
  - آئودی ای۴ (۲۰۰۰)
  - آئودی ای۶ (۱۹۹۷)[۱۸]
  - آئودی تی‌تی (۱۹۹۸)
- فولکس‌واگن
  - فولکس واگن ار (۲۰۰۳)
  - فولکس‌واگن ای‌اواس (۲۰۰۶)[۱۹]
  - فولکس‌واگن گلف (۱۹۹۷)[۳]
  - فولکس‌واگن بیتل جدید (۱۹۹۷)
- کیا موتورز
  - کیا موهاوی (۲۰۰۸)
  - کیا کادنزا (۲۰۱۰)
  - کیا کادنزا (۲۰۱۷)
  - کیا سید (۲۰۱۲)
  - کیا فورت (۲۰۱۲)
  - کیا کی ۹ (۲۰۱۲)
  - کیا اپتیما (۲۰۱۰)
  - کیا اپتیما (۲۰۱۵)
  - کیا پیکانتو (۲۰۱۱)[۲۰]
  - کیا پیکانتو (۲۰۱۷)
  - کیا ریو (۲۰۱۱)
  - کیا ریو (۲۰۱۷)
  - کیا سورنتو (۲۰۰۹)
  - کیا سول (۲۰۱۴)
  - کیا اسپورتیج (۲۰۱۰)
  - کیا اسپورتیج (۲۰۱۵)
  - کیا استینگر (۲۰۱۷)
  - کیا استونیک (۲۰۱۷)
  - کیا ونگا (۲۰۰۹)
- هیوندای موتور
  - هیوندای آی۳۰ (۲۰۱۷)
  - هیوندای توسان (۲۰۱۵)
- جنسیس موتورز
  - جنسیس جی ۷۰ (۲۰۱۷)
  - جنسیس جی ۸۰ (۲۰۱۷)
  - جنسیس جی ۹۰ (۲۰۱۷)